# Indo-brasileiro
Indo-brasileiros são descendentes de indianos nascidos no Brasil, a maioria vindas de Goa. Estima-se que 5.200 da população brasileira seja de indo-brasileiros.